# Marcos Bonifacio da Rocha
Marcos Bonifacio da Rocha (sinh ngày 7 tháng 3 năm 1976) là một cầu thủ bóng đá người Brasil.

## Sự nghiệp câu lạc bộ
Marcos Bonifacio da Rocha đã từng chơi cho Montedio Yamagata, Albirex Niigata, Kawasaki Frontale và Mito HollyHock.